# Cheiloneurini
Tribu
Les Cheiloneurini sont une tribu d'insectes hyménoptères apocrites de la famille des Encyrtidae et de la sous-famille des Encyrtinae.

## Liste des genres
Selon BioLib (5 mai 2019) :
- genre Achalcerinys Girault, 1915
- genre Boucekiella Hoffer, 1954
- genre Cheiloneurus Westwood, 1833
- genre Leiocyrtus Erdös & Novicky, 1955
- genre Mahencyrtus Masi, 1917
- genre Parechthrodryinus Girault, 1916
- genre Prochiloneurus Silvestri, 1915
- genre Tineophoctonus Ashmead, 1900
- genre Tyndarichus Howard, 1910